# Liste der Monuments historiques in Lusigny-sur-Ouche
Die Liste der Monuments historiques in Lusigny-sur-Ouche führt die Monuments historiques in der französischen Gemeinde Lusigny-sur-Ouche auf.

## Liste der Immobilien
| Bezeichnung                  | Beschreibung                     | Standort                | Kennzeichnung | Schutzstatus   | Datum     | Bild           |
| ---------------------------- | -------------------------------- | ----------------------- | ------------- | -------------- | --------- | -------------- |
| Château de Lusigny-sur-Ouche | Schloss, 16. und 17. Jahrhundert | Allée du Château (Lage) | PA00112514    | Inscrit Classé | 1943 1945 | weitere Bilder |

## Liste der Objekte
| Bezeichnung                    | Beschreibung                                  | Standort                                            | Kennzeichnung | Schutzstatus | Datum | Bild |
| ------------------------------ | --------------------------------------------- | --------------------------------------------------- | ------------- | ------------ | ----- | ---- |
| Gemälde Heilige                | Ölfarbe auf Holz, 19. Jahrhundert             | in der Kirche St-Symphorien (Lage)                  | PM21001383    | Classé       | 1910  |      |
| Skulptur Heiliger Symphorianus | Kalkstein, zweite Hälfte des 15. Jahrhunderts | in der Kirche St-Symphorien (Lage)                  | PM21001384    | Classé       | 1931  |      |
| Skulptur Madonna mit Kind      | Kalkstein, 16. Jahrhundert                    | südlich des Ortes, in der Kapelle Notre-Dame (Lage) | PM21001385    | Classé       | 1931  |      |